# Предельная склонность к потреблению
Предельная склонность к потреблению — отношение между приростом потребления домохозяйства и увеличением его располагаемого дохода. 
Предельная склонность была использована Джоном Мейнардом Кейнсом в книге «Общая теория занятости, процента и денег» для описания поведения потребителей. В экономике считается, что располагаемый доход делится потребителем на две части: потребление и сбережения. Кейнс предположил, что предельная склонность описывает пропорцию, в которой происходит деление каждой дополнительной единицы дохода. В качестве обоснования он приводил основной психологический закон.
Зависимость потребления от располагаемого дохода называется функцией потребления. В кейнсианской функции предельная склонность является основным параметром.

## Определение
Предельную склонность к потреблению можно определять по-разному в зависимости от того, как задается изменение дохода — дискретно или непрерывно.

### Конечные приращения
В случае конечных приращений предельная склонность (MPC — англ. marginal propensity to consume) к потреблению определяется как отношение приращения потребления к приращению дохода:
{\displaystyle MPC={\frac {\Delta C}{\Delta Y}}},
где {\displaystyle \Delta C} — приращение потребления; {\displaystyle \Delta Y} — приращение дохода.
Пример расчета предельной склонности к потреблению приведен в таблице.
| Доход | Приращение дохода | Потребление | Приращение потребления | Предельная склонность |
| ----- | ----------------- | ----------- | ---------------------- | --------------------- |
| 50    | —                 | 47          | —                      | —                     |
| 60    | 10                | 55          | 8                      | 0,8                   |

### Непрерывная функция
Если зависимость потребления от дохода является непрерывной и дифференцируемой, то предельная склонность определяется как производная:
{\displaystyle MPC={\frac {dC}{dY}}}
Например, в случае кейнсианской функции потребления предельная склонность к потреблению постоянна и является числом от 0 до 1:
{\displaystyle C=C_{a}+MPC(Y-T)}
где {\displaystyle C} — потребление; {\displaystyle C_{a}} — автономное потребление; {\displaystyle Y} — доход; {\displaystyle T} — налоги на доходы; {\displaystyle MPC\in (0,1)} — предельная склонность к потреблению.

## Влияние на мультипликатор
Склонность к потреблению влияет на величину эффекта мультипликатора. Чем выше склонность, тем большая часть дополнительного дохода расходуется и тем сильнее будет мультипликативный эффект.

## Критика
В реальности предельная склонность может быть не одинаковой для разных категории потребителей и меняться со временем. Желание потреблять и сберегать может зависеть не только от величины дохода, но и от процентной ставки по сбережениям. Уровень дохода может влиять не только на величину потребления, но и на предельную склонность к нему. Склонность может оказаться больше единицы, если агент сталкивается со временным снижением дохода и берет в долг ради того, чтобы сохранить уровень потребления.  В современных моделях поведение потребителя описывается динамическими моделями межвременного выбора. Они учитывают не только размер располагаемого дохода, но и уровень процентных ставок, а также предпочтения домохозяйств. Предельная склонность в них отсутствует как самостоятельная величина, поскольку она меняется в зависимости от обстоятельств. Примерами моделей таких моделей могут служить гипотезы жизненного цикла и перманентного дохода.

## Данные
О склонности можно судить по показателю нормы личных сбережений, либо по доле потребительских расходов в доходах домашнего хозяйства. 
Например, в США на протяжении всего периода статистических наблюдений норма личных сбережений менялась в широких пределах: от 14 до 3,5%. Наиболее низкие показатели наблюдались в начале 21 века. Существует точка зрения, что сильное влияние на склонность к потреблению оказывал эффект богатства. Американские домохозяйства владели большими финансовыми активами и недвижимостью, которая быстро росла в цене. Это создавало ощущение благополучия и  позволяло занимать и тратить больше располагаемого дохода.
В России доля расходов на покупку товаров и оплату услуг в 1992-2018 гг. составляла примерно 70-75% дохода.
| Год  | Покупка товаров и оплата услуг | Обязательные платежи и разнообразные взносы | Сбережения | Покупка валюты | Изменение денег на руках у населения |
| ---- | ------------------------------ | ------------------------------------------- | ---------- | -------------- | ------------------------------------ |
| 1993 | 69                             | 8                                           | 6          | 8              | 9                                    |
| 1998 | 78                             | 6                                           | 3          | 12             | 2                                    |
| 2003 | 69                             | 8                                           | 13         | 7              | 3                                    |
| 2008 | 74                             | 12                                          | 5          | 8              | 0                                    |
| 2013 | 74                             | 12                                          | 10         | 4              | 1                                    |
| 2018 | 77                             | 12                                          | 6          | 4              | 2                                    |